# Macropodusinae
La sottofamiglia dei Macropodusinae comprende numerose specie di pesci d'acqua dolce, appartenenti alla famiglia degli Osphronemidae.

## Generi
- Betta
- Macropodus
- Malpulutta
- Parosphromenus
- Pseudosphromenus
- Trichopsis